# Marie-Rose Guarnieri
Pour les articles homonymes, voir Guarnieri.
Marie-Rose Guarnieri (née en 1962) est une libraire française, qui a fondé sa librairie indépendante à Paris aux Abbesses, et est la créatrice du Prix Wepler et de la fête de la librairie indépendante,,.

## Biographie
Après une formation littéraire, Marie-Rose Guarniéri prépare les concours au conservatoire national de Paris ainsi que celui de Strasbourg. Elle dirige pendant dix ans la librairie L’Arbre à lettres, puis décide de fonder sa propre librairie,, en 1997 dans le quartier des Abbesses à Paris, qu’elle dirige encore aujourd’hui,.
En 1998, elle initie une distinction littéraire, le prix Wepler,,. 
En 1998 Marie-Rose Guarniéri crée la fête de la librairie indépendante,,, inspirée de la Sant Jordi catalane,, fête traditionnelle où l'on offre un livre et une rose, qu'elle décide d'importer en France. Cette action – qui réunit plus de 500 librairies sur tout le territoire – vise à rassembler l’ensemble de la profession autour de ses valeurs humanistes et de sa diversité, tout en transmettant au grand public l’histoire du livre et de l’édition,.
Elle est également à l'initiative de flâneries littéraires dans Paris,,,.